# Коржів
Коржів — селище в Україні, у Райгородській сільській громаді Гайсинського району Вінницької області. Постійне населення відсутнє (станом на 2001 рік).

## Географія
| Клімат Коржова          | Клімат Коржова | Клімат Коржова | Клімат Коржова | Клімат Коржова | Клімат Коржова | Клімат Коржова | Клімат Коржова | Клімат Коржова | Клімат Коржова | Клімат Коржова | Клімат Коржова | Клімат Коржова | Клімат Коржова |
| Показник                | Січ.           | Лют.           | Бер.           | Квіт.          | Трав.          | Черв.          | Лип.           | Серп.          | Вер.           | Жовт.          | Лист.          | Груд.          | Рік            |
| Середній максимум, °C   | −2             | −0,5           | 4,5            | 13,6           | 20,0           | 23,2           | 24,7           | 24,3           | 19,6           | 12,8           | 5,2            | 0,5            | 12,2           |
| Середня температура, °C | −5,1           | −3,7           | 0,8            | 8,7            | 14,6           | 17,8           | 19,2           | 18,7           | 14,2           | 8,4            | 2,4            | −2             | 7,8            |
| Середній мінімум, °C    | −8,2           | −6,9           | −2,8           | 3,9            | 9,3            | 12,5           | 13,8           | 13,1           | 8,9            | 4,0            | −0,4           | −4,5           | 3,6            |
| Норма опадів, мм        | 39             | 37             | 32             | 47             | 60             | 83             | 90             | 60             | 47             | 33             | 41             | 42             | 611            |
| ----------------------- | -------------- | -------------- | -------------- | -------------- | -------------- | -------------- | -------------- | -------------- | -------------- | -------------- | -------------- | -------------- | -------------- |
| Джерело:                |                |                |                |                |                |                |                |                |                |                |                |                |                |

## Населення
Станом на 1989 рік у селищі проживали 13 осіб, серед них — 5 чоловіків і 8 жінок.
За даними перепису населення 2001 року у селищі було відсутнє постійне населення.